# Lepidosira fuchsiata
Lepidosira fuchsiata är en urinsektsart som först beskrevs av John Tenison Salmon 1938.  Lepidosira fuchsiata ingår i släktet Lepidosira och familjen brokhoppstjärtar. Inga underarter finns listade i Catalogue of Life.